# CVC Capital Partners
La CVC Capital Partners è una società finanziaria britannica specializzata in private equity in settori come i beni di consumo, servizi finanziari, telecomunicazioni, farmaceutica. Gestisce oltre 52 miliardi di dollari di attività tra Europa e Asia, con una capacità di investimento pari a 109 miliardi di dollari.

## Storia

### Gli inizi
Nasce nel 1981 come braccio europeo di Citicorp Venture Fund, la società di investimento creata ancora nel 1968 dal colosso bancario americano Citicorp per investire inizialmente nel capitale di rischio e in seguito nel leveraged buyout. Nel 1993 il gruppo dirigente di Citicorp Venture Fund (Michael Smith, Steven Koltes, Hardy McLain, Donald Mackenzie, Iain Parham e Rolly Van Rappard) tratta con Citibank per realizzare uno spinout dalla banca, per uscire in sostanza dalla banca e formare una nuova società indipendente di private equity, CVC Capital Partners. Nel 2006 anche la divisione statunitense di Citigroup Venture Capital uscirà dalla banca per formare una nuova società, la Court Square Capital Partners.
Nel 1996 raccoglie con il suo primo fondo 840 milioni di dollari, due anni più tardi, nel 1998, il suo secondo fondo supera i tre miliardi di dollari facendo diventare CVC una delle più grandi e note società di private equity in Europa. Nel 2001 CVC completa la raccolta di fondi per il suo terzo fondo di investimento e si espande in Asia con un fondo da $ 750 milioni incentrato esclusivamente sugli investimenti in società asiatiche.

### L'espansione
Dal novembre 2005 al marzo 2006 CVC acquista gradualmente il 63,4% delle azioni del gruppo di Formula Uno, proprietario del campionato di corse automobilistiche di Formula Uno.
Nel 2007 CVC si espande negli Stati Uniti, aprendo un ufficio a New York, guidato da Christopher Stadler e supervisionato da Rolly van Rappard.
Nel 2012 riduce le sue quote nel gruppo di Formula 1 al 35,5%. Un anno più tardi, nel gennaio 2013, rileva per 1,13 miliardi di euro rileva Cerved, il più grande database di informazioni economiche e finanziarie sulle imprese italiane. Nello stesso mese Smith lascia il ruolo di presidente e Koltes, Mackenzie e Van Rappard sono nominati co-presidenti del gruppo.
Nel febbraio 2015 CVC effettuato il suo primo investimento da CVC Growth Partners in Wireless Logic, il più grande fornitore di servizi gestiti da macchina in macchina in Europa. Un mese più tardi, in marzo, rileva l'80% della società di giochi d'azzardo Sky Betting & Gaming. Sempre nel 2015, in giugno, acquisisce la concessionaria di profumi tedesca Douglas AG e, insieme a Temasek Holdings, la società di investimento di proprietà del governo di Singapore, rileva per 2 miliardi di dollari il gruppo farmaceutico americano Alvogen, specializzato in prodotti da banco. A settembre apre un ufficio a Varsavia e nel novembre 2015 acquisisce per 4,6 miliardi di dollari, insieme al Canadian Pension Plan Investment Board, il fornitore americano di animali domestici, Petco.
Nell'aprile 2016 rileva l'operatore di scommesse tedesco Tipico, in maggio la SISAL, uno dei principali operatori del gioco in Italia, per un miliardo di euro e in agosto prende una partecipazione del 15% in PT Siloam International Hospitals TbK, tra le maggiori catene di ospedali indonesiani e del Sud-Est asiatico. Nel settembre 2016 vende il controllo del Gruppo di Formula 1 a Liberty Media di John Malone per 4,4 miliardi di dollari. L'operazione avviene in due tempi e completata nel 2017 dopo che l'accordo è stato approvato dalle autorità di regolamentazione, dagli azionisti di FIA e Liberty.
Nell'aprile 2017 rileva l'80% degli orologi Breitling, l'altro 20% della società svizzera rimane alla famiglia Schneider. Due mesi più tardi, in giugno, compra per quasi 300 milioni di euro la Pasubio, azienda di Vicenza specializzata in pelli per l'industria automobilistica con la famiglia Pretto che rimane nel ruolo di azionista di minoranza. In settembre rileva per 703 milioni di dollari (e completa l'operazione nel gennaio 2018) da Teva Pharmaceutical Industries gli asset internazionali (non Usa) dedicati alla salute femminile, dalla contraccezione alla menopausa e osteoporosi.
Nel giugno 2018 CVC, a capo di un consorzio con altri fondi, acquisisce per 3 miliardi (28 euro per azione) il controllo dell'azienda farmaceutica italiana Recordati rilevando il 51,8% detenuto nella Fimei, la holding della famiglia Recordati (i fratelli Alberto, Andrea, Cristina e la vedova di Giovanni, Hillary). L'accordo prevede il pagamento di 2,3 miliardi al closing dell'operazione (previsto alla fine dell'anno) e 750 milioni in strumenti finanziari di debiti subordinati a lungo termine. Una volta ottenuto l'ok dall'Antitrust, CVC lancerà un'Opa (Offerta pubblica di acquisto) sul flottante delle azioni. Andrea Recordati resterà come CEO insieme al management.

### Anni 2020
Nell'estate 2021 raggiunge un accordo preliminare con La Liga per l'acquisizione del 11% delle quote per una durata di quaranta anni per un corrispettivo di 2,7 miliardi di euro. Nello stesso anno decide di investire circa 400 milioni di euro nel Torneo Sei Nazioni di rugby, acquisendo il 14% delle azioni dell'evento.
Il 25 ottobre 2021, Irelia Company Pte Ltd. (CVC Capital Partners) ha acquistato il franchise di cricket della Premier League indiana con sede ad Ahmedabad (Gujarat Titans) per 700 milioni di dollari.
Nel novembre 2021, CVC ha acquisito i marchi di tè di Unilever per 4,5 miliardi di sterline.

## Investimenti

### Europa e USA
- Breitling
- Pilot Travel Centers
- Formula One Group
- Samsonite
- Automobile Association
- Merlin Entertainments
- Cortefiel
- Abertis
- Seat Pagine Gialle
- ParmarCorp
- De Post / La Poste
- Univar
- Sunrise
- Cerved Group (business information)
- Bip - Business integration partners
- Multiversity SpA
- Sei Nazioni
- Maticmind SpA
- La Piadineria SpA[10]

### Asia-Pacifico
- Zhuhai Zhongfu
- Nien Made
- Plantation Timber Products
- Nine Entertainment Co.
- DCA Group
- Amtek
- GS Paper and Packaging
- Skylark
- Minit Asia Pacific
- Shinwa Co.
- Matahari